# 12月31日
12月31日（じゅうにがつさんじゅういちにち）は、グレゴリオ暦において年始・1月1日から365日目（閏年においては366日目）にあたり、12月の末日、1年の末日（大晦日）である。この日の23時59分を過ぎると翌日0時0分から翌年1月1日となる。また、平年の場合にはその年の1月1日と同じ曜日になる。

## できごと

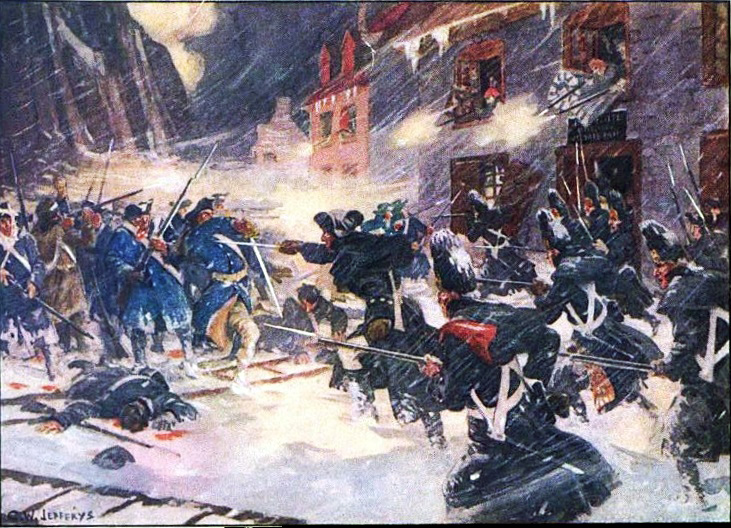
アメリカ独立戦争におけるケベックの戦い。（1775年）

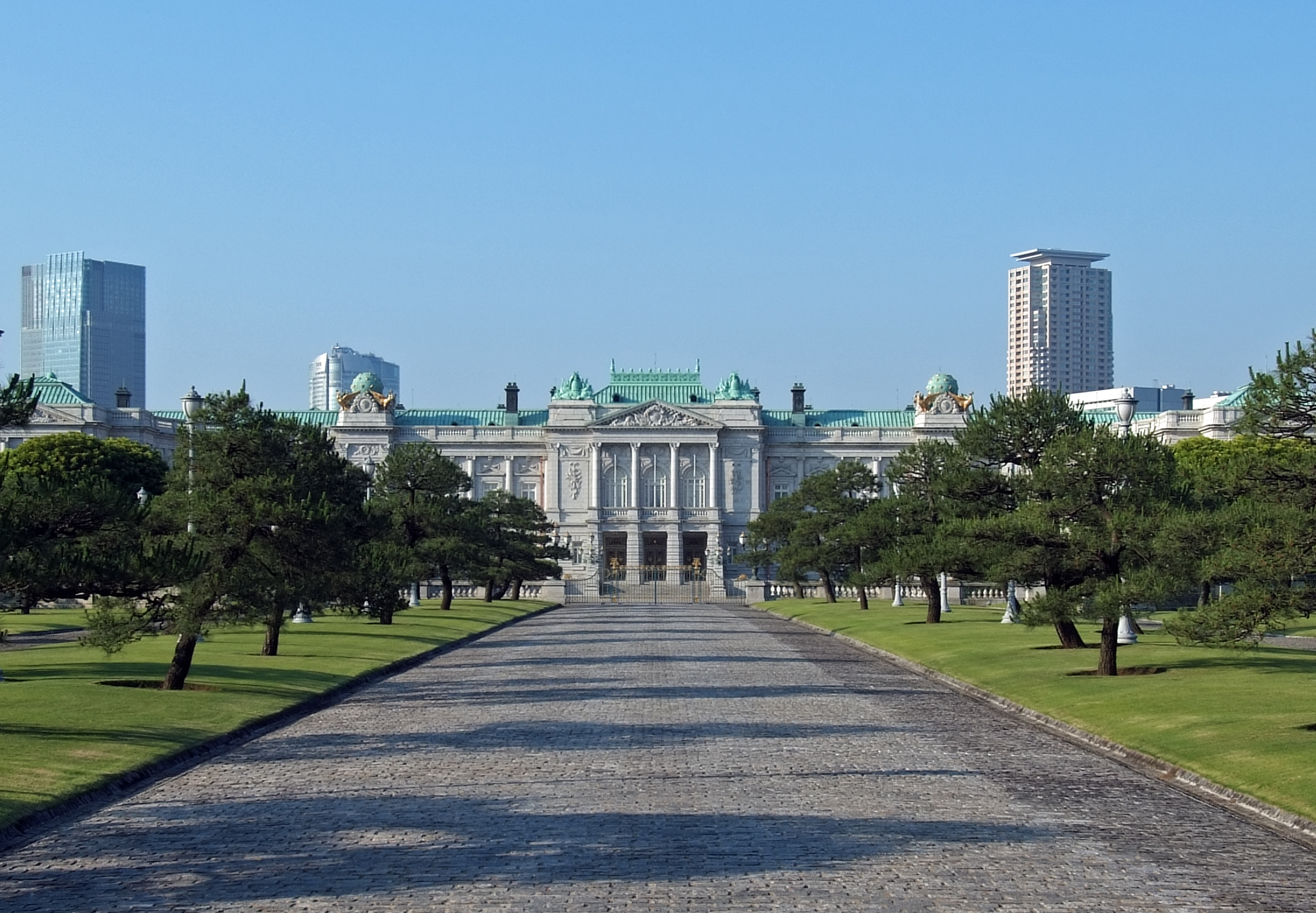
赤坂迎賓館新しい東宮御所（現在の迎賓館）が完成。（1906年）

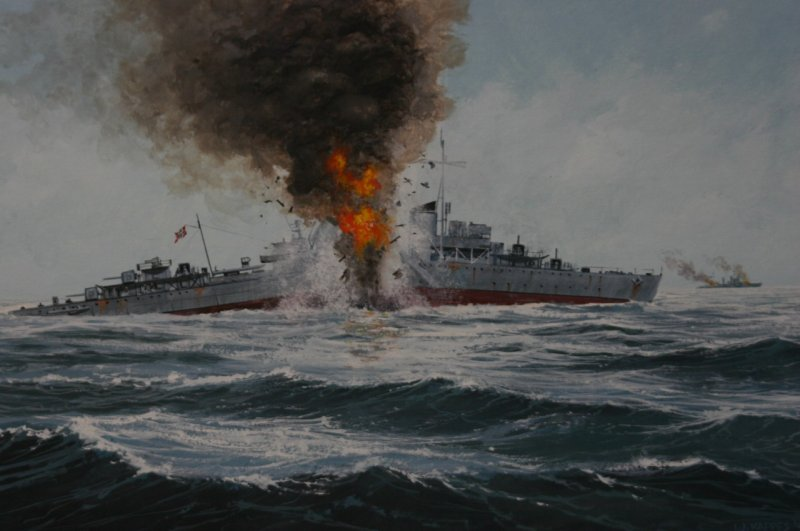
バレンツ海海戦が発生。（1942年）

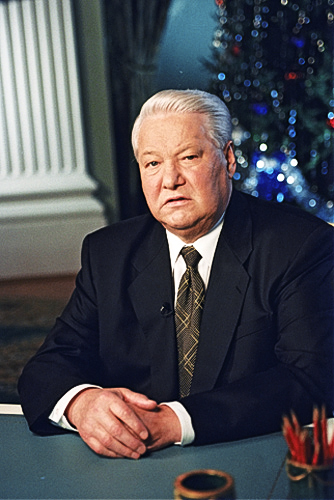
ロシアのボリス・エリツィン大統領が辞任。（1999年）

- 1600年 - イギリス東インド会社設立[1]。
- 1703年（元禄16年11月23日） - 元禄地震。南関東に大きな被害。
- 1775年 - アメリカ独立戦争: ケベックの戦い
- 1858年 - ヴィクトリア英女王がオタワをカナダの首都と定める。
- 1862年 - 南北戦争: ストーンズリバーの戦い
- 1889年 - 新国立銀行券5円が廃止。
- 1899年 - 「政府発行紙幣通用廃止ニ関スル法律」発効により改造紙幣が使えなくなる。
- 1900年 - 福澤諭吉の提案で、翌年の幕開けにかけて慶應義塾生らと「19世紀・20世紀送迎会」を開催。
- 1906年 - 紀州徳川家中屋敷跡地に新しい東宮御所（現在の迎賓館）が完成。
- 1909年 - ニューヨークのマンハッタン島とブルックリンを結ぶマンハッタン橋が完成。
- 1927年 - 除夜の鐘（寛永寺）が初めて中継放送される。
- 1931年 - 新宿に軽演劇の劇場「ムーランルージュ新宿座」が開場する[2]。
- 1942年 - 第二次世界大戦・ガダルカナル島の戦い: 大本営がガダルカナル島からの撤退を決定。
- 1942年 - 第二次世界大戦: バレンツ海海戦が行なわれる。
- 1942年 - 香川県苗羽村（現：小豆島町）柚の浜沖合で内海汽船所属の「錦丸」（42トン）が転覆。死者・行方不明者72人（推定）[3]。
- 1944年 - 第二次世界大戦: ハンガリーがドイツに宣戦布告。
- 1945年 - GHQが「修身・日本史および地理の授業停止と教科書回収に関する覚書」を提示。
- 1947年 - 内務省が廃止される。
- 1949年 - 浪速少年院の収容者が鉄格子を金鋸で切断、26人が集団逃走[4]。
- 1953年 - 紅白歌合戦が初の公開放送。この年から大晦日の放送となる。
- 1953年 - 「小額通貨の整理及び支払金の端数計算に関する法律」により、1円未満の紙幣や貨幣が使えなくなる[5]。
- 1963年 - イギリス保護領ローデシア・ニヤサランド連邦が解体され、北ローデシア（現 ザンビア）・南ローデシア（現 ジンバブエ）・ニヤサランド（現 マラウイ）に分裂。
- 1963年 - 第14回NHK紅白歌合戦で最高視聴率81.4%を記録。
- 1965年 - 中央アフリカの国軍参謀総長ジャン＝ベデル・ボカサが軍事クーデターを開始。
- 1966年 - 日本初の長編連続テレビアニメ『鉄腕アトム』が放送終了[6]。
- 1966年 - 核拡散防止条約は、この日までに核実験を成功させた国のみに核武装の権利を認める。
- 1968年 - 海面気圧世界最高記録 (1083.8 hPa) を記録。ロシア、中央シベリア高原のアガタ（Agata/北緯67度、東経93度）
- 1977年 - カンボジアがベトナム軍の国境侵略を理由としてベトナムと断交。
- 1981年 - ガーナでジェリー・ローリングスが2度目の軍事クーデターを起こしヒラ・リマン政権を打倒。
- 1983年 - ソ連・リトアニアでイグナリナ原子力発電所の運転開始。
- 1986年 - プエルトリコ・サンフアンにてデュポン・プラザ・ホテル放火事件が発生し、多くの犠牲者を出した。
- 1987年 - 大相撲の横綱双羽黒が廃業。
- 1988年 - 今給黎教子が女性初の太平洋単独往復航海に成功し、鹿児島港に帰港[7]。
- 1990年 - 下津井電鉄線がこの日限りで営業終了。翌1月1日全線廃止。
- 1992年 - この年の営業をもって、銀行などの金融機関や多くの郵便局（主に特定郵便局）において、大晦日（平日となる場合）の窓口営業を終了する。
- 1994年 - キリバスのフェニックス諸島とライン諸島で標準時がUTC-11・UTC-10からUTC+13・UTC+14に変更され、12月30日の翌日が1月1日となる。
- 1999年 - ボリス・エリツィンがロシア連邦大統領を辞任し、後任にウラジーミル・プーチン首相を指名。
- 1999年 - アメリカ合衆国がパナマ運河とパナマ運河地帯をパナマに返還。
- 1999年 - ロックバンド聖飢魔IIがデビュー当時からの公約通り解散。ラストミサを東京ベイNKホールで行った。
- 2000年 - インターネット博覧会（インパク）が開幕。
- 2001年 - Microsoft Windows 95 のサポートが終了。
- 2002年 - 有田鉄道線がこの日限りで営業終了。翌1月1日全線廃止。
- 2008年 - 倉敷チボリ公園がこの日限りで閉園。
- 2008年 - 新宿コマ劇場がこの日限りで閉館[8]。
- 2009年 - リトアニアでイグナリナ原子力発電所の運転終了。
- 2009年 - この日をもってハンバーガーチェーンのウェンディーズが日本国内の全店閉店。
- 2011年 - オウム真理教事件: オウム真理教の一連の事件で指名手配されていた平田信が警視庁に出頭[9]。
- 2014年 - 2014年上海外灘雑踏事故: 中華人民共和国・上海市の外灘で年越しを迎えようとした市民が、広場の階段で転倒し群集事故に。36人が死亡、47人が負傷した。
- 2014年 - 新宿TOKYU MILANOがこの日限りで閉館。
- 2014年 - 毎日新聞朝刊に連載されていた東海林さだお作の4コマ漫画『アサッテ君』が、連載終了時点で過去最長となる13,749回で終了。
- 2015年 - ケルン大晦日集団性暴行事件。
- 2015年 - 国際純正・応用化学連合 (IUPAC) は、発表報告がある4つの元素（113番、115番、117番、118番）についていずれも認定すると発表。113番元素は日本の理化学研究所のグループが発見者として認定されアジアでは初の新元素発見となり、また周期表の第7周期までは全て埋まることとなる。
- 2016年 - プランタン銀座がこの日限りで閉店[10]。32年の歴史に幕を下ろす[11]。
- 2016年 - SMAPがこの日限りで解散[12]。25年[注 1]の活動に終止符を打つ[13]。
- 2017年 - 北九州市八幡東区のテーマパーク、スペースワールドが27年間の営業に幕を閉じる。閉園は翌1月1日午前2時[14]。
- 2021年 - トヨタの体験型テーマパーク ｢MEGAWEB｣が22年間の営業に幕を閉じる[15]。

## 誕生日

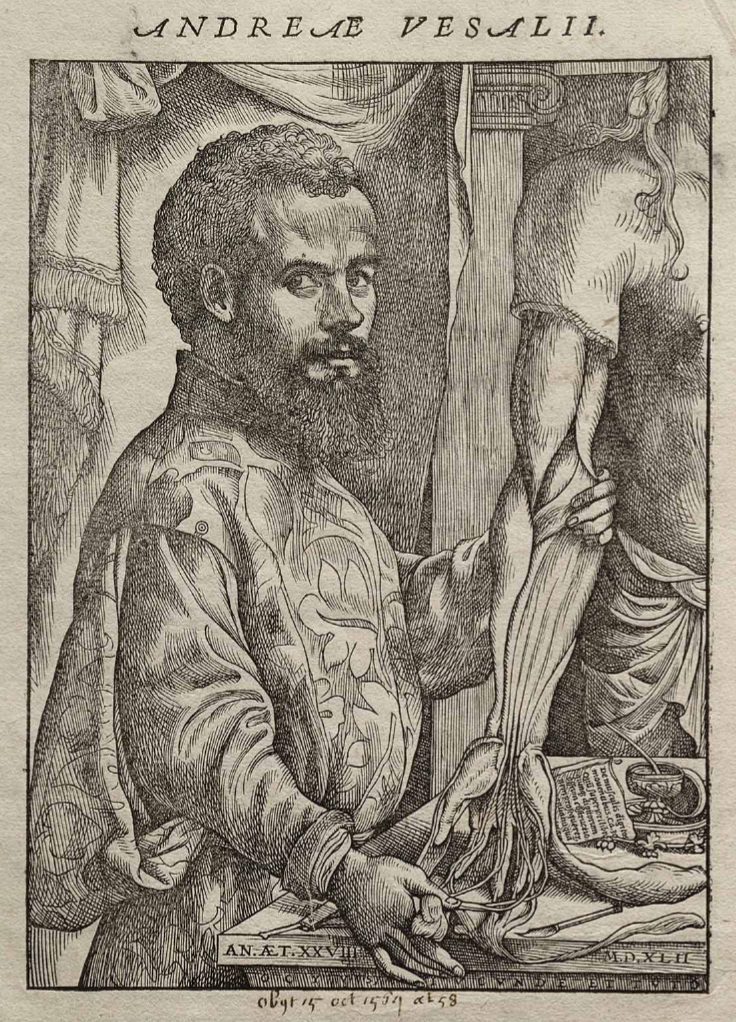
近代解剖学および医学の創始者、アンドレアス・ヴェサリウス(1514-1564)

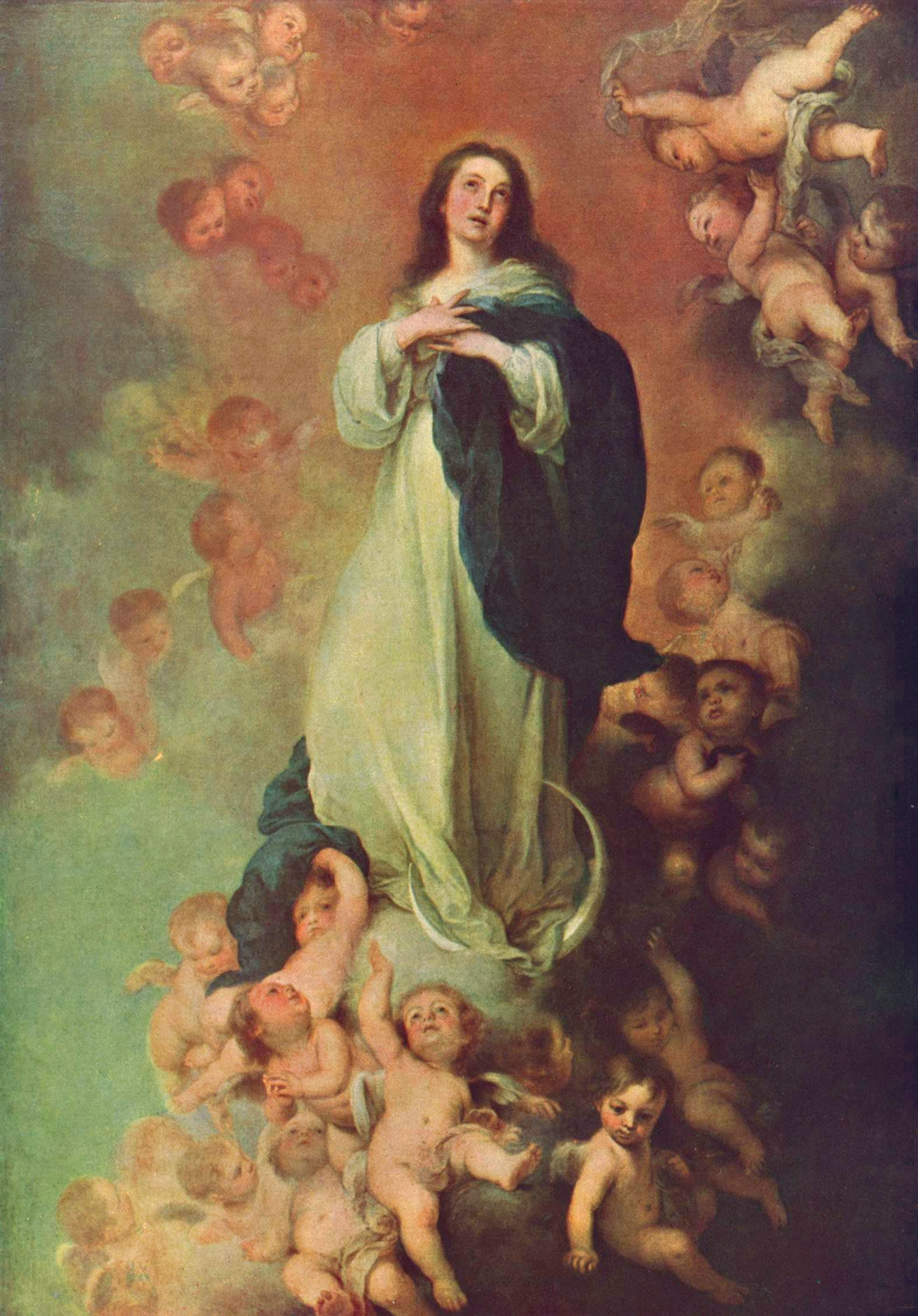
スペインの画家、バルトロメ・エステバン・ムリーリョ(1617-1682)。画像は『無原罪のお宿り』(1678頃 プラド美術館)

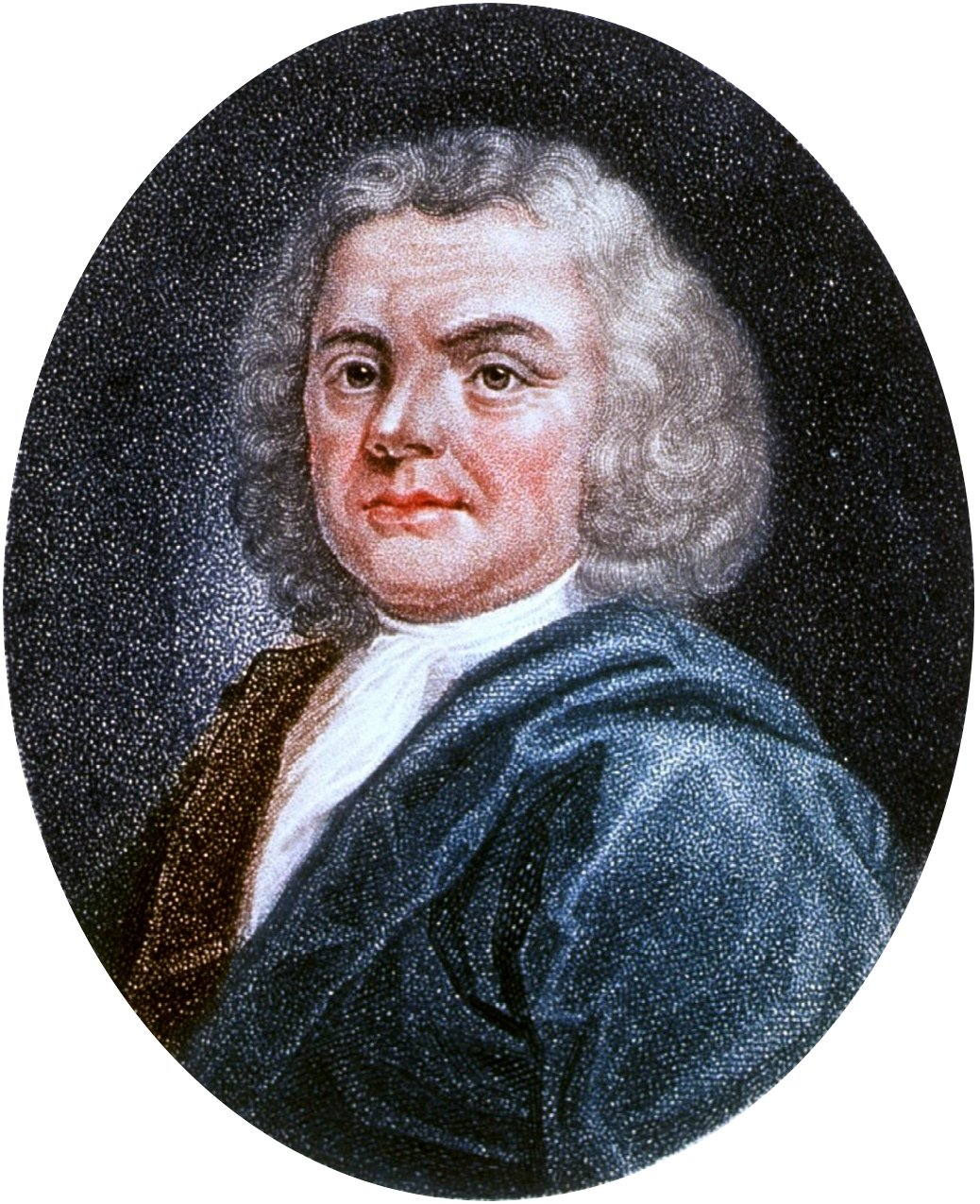
臨床医学教育、ベッドサイド教育の創始者、ヘルマン・ブールハーフェ(1668-1738)。

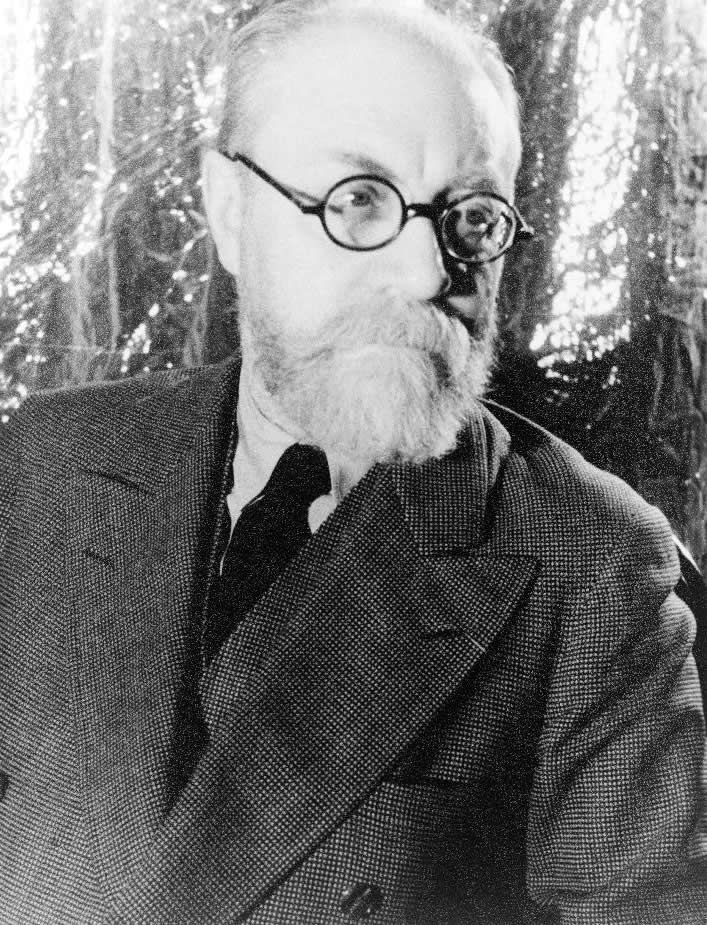
20世紀を代表する画家、アンリ・マティス(1869-1954)

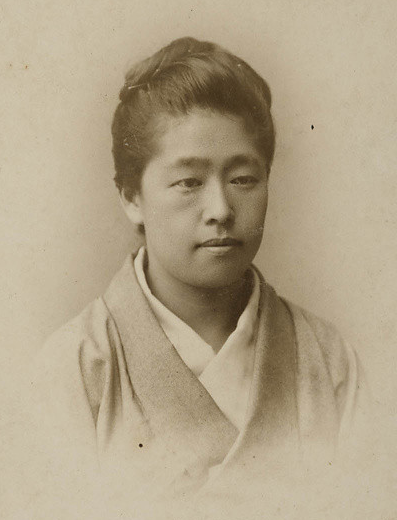
津田塾大学創設者、女子教育の先駆者津田梅子(1864-1929)誕生。

- 1491年 - ジャック・カルティエ、探検家（+ 1557年）
- 1514年 - アンドレアス・ヴェサリウス、解剖学者、近代解剖学の創始者（+ 1564年）
- 1571年（元亀2年12月15日） - 後陽成天皇、第107代天皇（+ 1617年）
- 1585年（天正13年11月11日） - 住友政友、住友財閥創業者（+ 1652年）
- 1617年 - バルトロメ・エステバン・ムリーリョ、画家（+ 1682年）
- 1658年（万治元年12月8日） - 柳沢吉保、側用人、譜代大名（+ 1714年）
- 1668年 - ヘルマン・ブールハーフェ、医学者（+ 1738年）
- 1799年（寛政11年12月6日） - 平田鐵胤、国学者（+ 1880年）
- 1819年（文政2年11月15日） - 宮地常磐、潮江天満宮神主（+ 1890年）
- 1841年 - 野津道貫、第2代教育総監（+ 1908年）
- 1857年 - キング・ケリー、元プロ野球選手（+ 1894年）
- 1862年（文久2年11月11日） - 渡瀬庄三郎、動物学者（+ 1929年）
- 1863年（文久3年11月21日） - 長瀬富郎、花王株式会社創業者（+ 1911年）
- 1864年（元治元年12月3日） - 津田梅子、津田塾大学創設者、女子教育の先駆者（+ 1929年）
- 1864年 - ロバート・グラント・エイトケン、天文学者（+ 1951年）
- 1865年 - エミール・ファブリ、美術家（+ 1966年）
- 1869年 - アンリ・マティス、画家（+ 1954年）
- 1870年 - トム・コナリー、メジャーリーグ審判（+ 1961年）
- 1871年 - 深井英五、経済学者、第13代日本銀行総裁（+ 1945年）
- 1877年 - ヴィクトル・ダイク - 詩人、小説家、劇作家、政治家、弁護士（+ 1931年）
- 1878年 - エリザベス・アーデン、実業家（+ 1966年）
- 1880年 - ジョージ・C・マーシャル、政治家、軍人（+ 1959年）
- 1890年 - 松栄俊三、実業家、政治家、元新潟県佐渡郡相川町長、元佐渡汽船社長（+ 1983年）
- 1894年 - 鈴江言一、社会運動家、中国研究者（+ 1945年）
- 1894年 - アーネスト・ジョン・モーラン、作曲家（+ 1950年）
- 1896年 - カール・ジーゲル、数学者（+ 1981年）
- 1903年 - 林芙美子、小説家（+ 1951年）
- 1905年 - 細川ちか子、女優（+ 1976年）
- 1908年 - サイモン・ヴィーゼンタール、ナチス戦犯追跡家（+ 2005年）
- 1923年 - 沼波輝枝、声優、女優 （+ 2013年）
- 1924年 - 藤間哲郎、作詞家（+ 2011年）
- 1929年 - ヴォー・クイー、動物学者（+ 2017年）
- 1931年 - 四代目坂田藤十郎、歌舞伎役者（+ 2020年）
- 1932年 - 小山田了三、物性工学者、技術史学者、元富士大学学長（+ 2009年）
- 1934年 - 倉本聰、脚本家、劇作家、演出家 ※実際の出生日。戸籍上の生年月日は1935年1月1日
- 1937年 - アンソニー・ホプキンス、俳優
- 1937年 - アブラム・ハーシュコ、生物学者
- 1937年 - 日枝久、フジテレビジョン代表取締役会長
- 1941年 - アレックス・ファーガソン、元サッカー選手、監督
- 1942年 - アンディ・サマーズ、ギタリスト（ポリス）
- 1943年 - ジョン・デンバー、シンガーソングライター（+ 1997年）
- 1943年 - ベン・キングズレー、俳優
- 1945年 - レオナルド・エーデルマン、理論計算機科学者
- 1945年 - コニー・ウィリス、SF作家
- 1948年 - ドナ・サマー、歌手（+ 2012年）
- 1949年 - 佐伯啓思、経済学者
- 1949年 - ビートきよし、お笑い芸人
- 1951年 - ケニー・ロバーツ、モーターサイクル、レーシングライダー
- 1952年 - ヴォーン・ジョーンズ、数学者（+ 2020年）
- 1953年 - マイケル・ヘッジス、ミュージシャン （+1997年）
- 1954年 - いわしげ孝、漫画家（+ 2013年）
- 1955年 - ジム・トレーシー、元プロ野球選手
- 1956年 - 村上潤、アクション監督
- 1958年 - 望月智充、アニメーション監督
- 1959年 - 高樹澪、女優
- 1960年 - 井上晃二、元プロ野球選手
- 1961年 - リック・アギレラ、元プロ野球選手
- 1962年 - 俵万智、歌人
- 1962年 - ジェニファー・ヒグドン、作曲家、フルート奏者
- 1963年 - 小錦八十吉、歌手、タレント、元大相撲力士
- 1964年 - 鳥取三津子、経営者、元客室乗務員、日本航空（JAL）社長
- 1964年 - 秋山エリカ、元新体操選手
- 1965年 - ニコラス・スパークス、小説家
- 1965年 - コン・リー、女優
- 1966年 - 石井克人、映画監督、CMディレクター
- 1967年 - 野路毅彦、アナウンサー
- 1967年 - 児嶋都、漫画家
- 1968年 - 林まゆみ、女流将棋棋士
- 1968年 - まこと、ミュージシャン（シャ乱Q）
- 1969年 - 大黒摩季、ミュージシャン
- 1969年 - 東貴博、お笑いタレント（Take2）
- 1970年 - 鈴木秀範、元野球選手
- 1971年 - 浜野由起子、フリーアナウンサー
- 1972年 - グレゴリー・クーペ、元サッカー選手
- 1973年 - 三浦浩幸、元アイスホッケー選手
- 1973年 - カイ・ハフト、ヘヴィメタル・ミュージシャン
- 1974年 - 薬師寺容子、元アイドル
- 1975年 - 平尾博嗣、元プロ野球選手
- 1975年 - 岡崎雪、ミュージシャン
- 1976年 - 三好りさ、元タレント、アナウンサー
- 1977年 - PSY、シンガーソングライター
- 1977年 - かみじょうたけし、お笑いタレント
- 1977年 - 佐藤友則、キックボクサー
- 1977年 - ワルディ・アルファロ、元サッカー選手
- 1978年 - 柳澤美晴、うたひと
- 1979年 - 中越典子、女優
- 1979年 - 幸田尚子、女優
- 1980年 - 林ゆうき、作曲家、編曲家
- 1980年 - 村主章枝、元フィギュアスケート選手
- 1980年 - 武英智、元騎手、調教助手
- 1980年 - リッチー・マコウ、ラグビー選手
- 1981年 - 水野麗奈、女優、タレント
- 1981年 - 三木ひとみ、行政書士
- 1982年 - ロナルド・ベリサリオ、プロ野球選手
- 1982年 - ジョシュア、ファッションモデル（+ 2008年）
- 1983年 - 市井紗耶香、歌手、政治家（元モーニング娘。）
- 1983年 - 三遊亭とむ、落語家
- 1983年 - 藤井勘一郎、騎手
- 1983年 - 椎名実果、元AV女優、元ストリッパー
- 1983年 - 辛鍾吉、元プロ野球選手
- 1984年 - 大網亜矢乃、女優、タレント
- 1984年 - 吉田ちか、YouTuber
- 1984年 - 水原一平、元通訳
- 1985年 - 柴田雅人、三味線奏者（柴田三兄弟）
- 1985年 - 松本香苗、アイドル歌手
- 1985年 - 坂本佳子、アナウンサー
- 1985年 - 島野亜希子、元グラビアアイドル
- 1986年 - 春日由輝、元俳優
- 1986年 - ネイト・フレイマン、元プロ野球選手
- 1987年 - オワタP、音楽家、ボカロP
- 1987年 - 石井竜太、柔道選手
- 1987年 - ジャバリス・クリッテントン、元バスケットボール選手
- 1988年 - 柴野由佳、チアリーダー
- 1989年 - AKINO、歌手（bless4）
- 1989年 - ケルビン・ヘレーラ、プロ野球選手
- 1989年 - 福原綾香、声優
- 1990年 - パトリック・チャン、フィギュアスケート選手
- 1991年 - キム・ソンチョル、俳優
- 1991年 - ボヤナ・ヨバノフスキ、テニス選手
- 1991年 - ライアン・ヤーブロー、プロ野球選手
- 1992年 - 宇佐美なな、元AV女優
- 1992年 - 白石糸、女優
- 1992年 - 浅利ありさ、ローカルタレント
- 1993年 - 羽田千尋、声優
- 1993年 - 橋本祥平、俳優
- 1993年 - 菊島卓、サッカー選手
- 1994年 - 矢崎拓也、プロ野球選手
- 1994年 - 寺西拓人、俳優、アイドル（timelesz)
- 1994年 - そよん、グラビアアイドル
- 1995年 - 河瀬茉希、声優
- 1995年 - 西村拳、空手家
- 1996年 - 高嶋菜七[16]、歌手、女優（東京パフォーマンスドール）
- 1996年 - 小俣凌雅、声優
- 1996年 - 太田里織菜、グラビアアイドル（元NMB48、元愛乙女☆DOLL）
- 1996年 - 平尾知佳、サッカー選手
- 1997年 - 熊代珠琳、歌手（元ONE CHANCE、元GEM）
- 1999年 - リーフ・デイヴィス、サッカー選手
- 1999年 - 西本ヒカル、グラビアアイドル
- 1999年 - 葵あずさ、声優
- 2000年 - 石安伊、アイドル（元HKT48）
- 2000年 - 今田舞、アナウンサー
- 2000年 - ライアトゥ・ラトゥ、アメリカンフットボール選手
- 2001年 - 本多灯、競泳選手
- 2001年 - 金谷鞠杏、モデル、歌手（GENIC）
- 2001年 - ペッディージャー・オーミークン、ムエタイ選手
- 2002年 - 河内桜雪、競輪選手
- 2004年 - 山井飛翔、アイドル（ジュニア、少年忍者）
- 2004年 - 山本雪鈴、バスケットボール選手
- 2005年 - 宮地すみれ、アイドル（日向坂46）
- 2006年 - 高橋幸佑、プロ野球選手
- 生年不詳 - 鶴ハルナ、アイドル（元GANG PARADE）
- 生年不詳 - 有賀由樹子、声優
- 生年不詳 - 安齋由香里[17]、声優
- 生年不詳 - 杉山里穂、声優
- 生年不詳 - 綾咲穂音、声優

## 忌日
- 192年 - コンモドゥス、ローマ皇帝（* 161年）
- 335年 - シルウェステル1世、ローマ教皇（* 生年不詳）
- 1510年 - ビアンカ・マリア・スフォルツァ、神聖ローマ皇帝マクシミリアン1世皇后（* 1472年）
- 1583年 - トマス・エラストス、神学者、医師（* 1524年）
- 1610年 - ルドルフ・ファン・コーレン、数学者（* 1540年）
- 1679年 - ジョヴァンニ・ボレリ、物理学者、生理学者（* 1608年）
- 1691年 - ロバート・ボイル、自然哲学者、化学者、物理学者、発明家、ボイルの法則提唱者（* 1627年）
- 1719年 - ジョン・フラムスティード、天文学者（* 1646年）
- 1793年 - ジャック・ピエール・ブリッソー、フランス革命期の政治家（* 1754年）
- 1864年 - ジョージ・ダラス、第11代アメリカ合衆国副大統領（* 1792年）
- 1865年 - フレデリカ・ブレーメル、作家、女性運動家、動物保護活動家（* 1801年）
- 1877年 - ギュスターヴ・クールベ、画家（* 1819年）
- 1882年 - レオン・ガンベッタ、政治家（* 1838年）
- 1915年 - ティップ・オニール、元プロ野球選手（* 1858年）
- 1916年 - アリス・ボール、化学者、ハンセン病治療法開発者（* 1892年）
- 1932年 - 蜂須賀正韶、侯爵（* 1871年）
- 1935年 - 寺田寅彦、物理学者（* 1878年）
- 1936年 - ミゲル・デ・ウナムーノ、哲学者、文学者、詩人、劇作家（* 1864年）
- 1940年 - 大島宇吉、実業家、政治家（* 1852年）
- 1952年 - 久坂葉子、作家（* 1931年）
- 1957年 - オスカー・ドミンゲス、画家・美術家（* 1906年）
- 1972年 - 石坂繁、弁護士、政治家、元熊本県熊本市長（* 1893年）
- 1972年 - ロベルト・クレメンテ、元プロ野球選手（* 1934年）
- 1979年 - 初代・引田天功、奇術師（* 1934年）
- 1980年 - ラオール・ウォルシュ、映画監督、俳優、映画プロデューサー（* 1887年）
- 1980年 - 西沢権一郎、官僚、政治家、元長野県知事（* 1906年）
- 1980年 - マーシャル・マクルーハン、英文学者、社会学者、文明批評家（* 1911年）
- 1985年 - サム・スピーゲル、映画プロデューサー（* 1901年）
- 1985年 - 立川清登、バリトン歌手（* 1929年）
- 1985年 - 明石照子、女優、元宝塚歌劇団雪組男役（* 1929年）
- 1987年 - 永井勝次郎、政治家（* 1901年）
- 1988年 - オリバー・L・オースティン（英語版）、鳥類学者、GHQ天然資源局野外生物担当官（* 1903年）
- 1990年 - 水島あやめ、脚本家・児童文学作家（* 1903年）
- 1990年 - 谷口安正、歌手（* 1939年）
- 1991年 - フェリシア・ブルメンタール、ピアニスト（* 1908年）
- 1993年 - 十三代目片岡我童、歌舞伎役者（* 1910年）
- 1993年 - 織田隆弘、高野山真言宗大僧正（* 1913年）
- 1993年 - トーマス・J・ワトソン・ジュニア、実業家、第2代IBM社長（* 1914年）
- 1994年 - 多岐川恭、小説家、推理作家（* 1920年）
- 1995年 - 大久保利謙、歴史学者、華族（* 1900年）
- 1995年 - 末吉利雄、政治家、第17代鹿児島県鹿児島市長（* 1909年）
- 1995年 - 奈良岡末造、政治家、元青森県青森市長（* 1913年）
- 1996年 - 竹中錬一、実業家、元竹中工務店社長（* 1911年）
- 1996年 - 加藤東一、日本画家（* 1916年）
- 1997年 - ビリー・ダヴ（英語版）、女優（* 1903年）
- 1997年 - 石井均、俳優、喜劇役者（* 1927年）
- 1998年 - タンク・パットン、プロレスラー（* 1946年）
- 1999年 - 渡辺はま子、歌手（* 1910年）
- 2000年 - 武田考玄、命理家、遁甲家、演出家（* 1916年）
- 2000年 - ビニャミン・ゼエヴ・カハネ、政治活動家、ユダヤ教正統派ラビ（* 1966年）
- 2001年 - アイリーン・ヘッカート（* 1919年）
- 2001年 - 旭輝子、女優（* 1924年）
- 2002年 - 清元榮三郎、清元節三味線方（* 1927年）
- 2002年 - 大高重治、グラフィックデザイナー（* 1908年）
- 2003年 - 石原俊、実業家、元日産自動車社長（* 1912年）
- 2003年 - 坂本朝一、放送人、第12代NHK会長（* 1917年）
- 2004年 - ジェラール・ドブルー、経済学者、数学者、ノーベル経済学賞受賞者（* 1921年）
- 2005年 - 会津伸、ドイツ文学者、京都府立大学名誉教授（* 1921年）
- 2005年 - 吉岡晋也、アナウンサー（* 1936年）
- 2006年 - シーモア・M・リプセット、社会学者、政治学者（* 1922年）
- 2006年 - リーゼ・プロコップ、陸上競技選手、政治家（* 1941年）
- 2006年 - 磯部琇三、天文学者（* 1942年）
- 2007年 - 染谷勲、電気工学者（* 1915年）
- 2007年 - エットレ・ソットサス、建築家、デザイナー（* 1917年）
- 2007年 - 鈴木理雄、演出家（* 1946年）
- 2008年 - 山口興一、実業家、元関西テレビ放送社長（* 1909年）
- 2008年 - 木下芳丸、フルート奏者（* 1929年）
- 2008年 - ドナルド・E・ウェストレイク、小説家（* 1933年）
- 2009年 - ラシディ・カワワ、政治家、元タンザニア首相（* 1926年）
- 2009年 - エリカ・ボイヤー、ポルノ女優（* 1956年）
- 2010年 - サムライ勇、漫才師（* 1938年）
- 2010年 - 史鉄生、作家（* 1951年）
- 2010年 - 張建紅、詩人、作家（* 1958年）
- 2011年 - 松平康隆、元バレーボール選手、監督（* 1930年）
- 2011年 - ペニー・ジョーダン、作家（* 1946年）
- 2011年 - 宮下トモヤ、格闘家（* 1981年）
- 2012年 - ジャン＝アンリ・ロジェ、映画監督、脚本家、撮影監督、俳優（* 1949年）
- 2013年 - 山中正剛、社会学者、広告研究者、成城大学名誉教授（* 1927年）
- 2013年 - 西村英俊、実業家、元日商岩井社長、元双日最高経営責任者、元西日本高速道路社長（* 1942年）
- 2013年 - 桂春駒、落語家（* 1951年）
- 2014年 - 第8代ウェリントン公爵アーサー・ウェルズリー、陸軍軍人、政治家、貴族（* 1915年）
- 2014年 - 小尾知愛、実業家、元大分銀行頭取（* 1918年）
- 2014年 - エドワード・ハーマン、俳優（* 1943年）
- 2014年 - 岩本正恵、翻訳家（* 1964年）
- 2015年 - 太田朗、英語学者、東京教育大学名誉教授（* 1917年）
- 2015年 - リヒャルト・ザッパー、工業デザイナー、プロダクトデザイナー（* 1932年）
- 2015年 - ナタリー・コール、シンガーソングライター（* 1950年）
- 2016年 - 清元榮三、清元節三味線奏者、人間国宝（* 1936年）
- 2016年 - 石坂敬一、実業家、音楽ディレクター、元ワーナーミュージック・ジャパン会長兼CEO（* 1945年）
- 2017年 - 衣斐賢譲、政治家、僧侶、第4代三重県鈴鹿市長（* 1939年）
- 2018年 - アービー・グリーン、ジャズ・トロンボーン奏者（* 1926年）
- 2018年 - 梅崎利秋、実業家、第7代新京成電鉄社長（* 1936年）
- 2018年 - リチャード・マークス、編集技師（* 1943年）
- 2019年 - 大塚野百合、英文学者、キリスト教文化・賛美歌研究家、恵泉女学園大学名誉教授（* 1924年）
- 2019年 - ヤープ・シュレーダー、バイオリニスト、指揮者（* 1925年）
- 2019年 - 渥美和彦、医学者、東京大学名誉教授（* 1928年）
- 2019年 - 西田洽司、政治家、元群馬県沼田市長（* 1932年）
- 2019年 - 森田洋司、社会学者、大阪市立大学名誉教授（* 1941年）
- 2019年 - 井上善夫、元プロ野球選手（* 1941年）
- 2020年 - ロベール・オッセン、俳優、映画監督（* 1927年）
- 2020年 - 斎藤正彦、数学者、東京大学名誉教授（* 1931年）
- 2020年 - 中村五木、政治家、元熊本県天草市長（* 1949年）
- 2020年 - うごくちゃん、ゲーム実況者（* 生年不詳）
- 2021年 - ベティ・ホワイト、女優（* 1922年）
- 2021年 - エリフ・カッツ、社会学者（* 1926年）
- 2021年 - 藤原広子、政治家（* 1926年）
- 2021年 - 細田勝、アナウンサー、相撲ジャーナリスト（* 1931年）
- 2021年 - 星亮一、小説家（* 1935年）
- 2021年 - 川田孝子、童謡歌手（* 1936年）
- 2021年 - ストロング小林、元プロレスラー、元俳優、元タレント（* 1940年）
- 2021年 - ワジム・ハムツキフ、元バレーボール選手、指導者（* 1969年）
- 2022年 - ベネディクト16世、第265代ローマ教皇、ローマ名誉教皇　(* 1927年）
- 2022年 - ピエトロ・スパーダ、ピアニスト、音楽学者（* 1935年）
- 2023年 - 岩波洋造、植物学者、花粉学者、横浜市立大学名誉教授（* 1926年）
- 2023年 - 藤田耕三、法律家、元広島高等裁判所長官（* 1932年）
- 2023年 - 中村メイコ、歌手、女優（* 1934年）
- 2023年 - 李載祿、宗教家、万民中央教会堂会長（* 1943年）
- 2024年 - アルノルド・リューテル、農業経済学者、政治家、第3代エストニア大統領（* 1928年）
- 2024年 - スウィート・ダディ・シキ、プロレスラー（* 1933年）
- 2024年 - 薗田稔、宗教学者、神職、京都大学名誉教授、、元秩父神社宮司（* 1936年）
- 2024年 - 島津修久、実業家、神職、元島津興業社長、元鶴嶺神社宮司、元照国神社宮司、元平松神社宮司（* 1938年）
- 2024年 - トム・ジョンソン、作曲家（* 1939年）
- 2024年 - ドン・ニックス 、ミュージシャン、ソングライター、音楽プロデューサー（* 1941年）
- 2024年 - ジョセリン・ウィルデンシュタイン、ソーシャライト（* 1945年）
- 2024年 - 井上眞一、バスケットボール指導者（* 1946年）
- 2024年 - ロジャー・プラット、撮影監督（* 1947年）

## 記念日・年中行事
- 大晦日
1年の終りの日。年越し蕎麦を食べる習慣は江戸時代中期から始まったものである。
- 年越し
年越し蕎麦
除夜の鐘
- カトリック教会における聖シルウェステルの日。
そのため、ヨーロッパではこの日を「ジルヴェスター」と呼ぶ地域も多い。
- 音楽イベント
NHK紅白歌合戦
年忘れにっぽんの歌 2015年以降は録画放送
日本レコード大賞（1969年 - 2005年）2006年以降は12月30日に開催
東急ジルベスターコンサート
ベートーヴェンは凄い! 全交響曲連続演奏会
ウィーン国立歌劇場ジルベスターコンサート（演目：ヨハン・シュトラウス2世作の喜歌劇「こうもり」）
ベルリンフィルジルベスターコンサート
- ゆく年くる年
- カウントダウンライブ
カウントダウンイベント
ジャニーズカウントダウンライブ
CDTV
- 寅彦忌（冬彦忌）
寺田寅彦（吉村冬彦、物理学者・随筆家）の忌日。
- 一碧楼忌
中塚一碧楼（俳人）の忌日。
- 著作権の保護期間の最終日。ベルヌ条約では著作者の死亡または著作物の公表の月日にかかわらず翌年の1月1日から起算されるため、一部の例外を除き当該著作物の著作権の保護期間の最終日となる。
- スーパースター王座決定戦（オートレース・2008年から大晦日開催）
- 東京2歳優駿牝馬（年末最後の競馬重賞）
- 賞金女王決定戦競走（競艇・2014年から大晦日開催）
- 悪口まつり
栃木県足利市の大岩山多聞院最勝寺（大岩毘沙門天）で執り行なわれる奇祭。大晦日の夜11時より、大岩山毘沙門天のふもとの男坂口駐車場から登山道を出発し、大岩山毘沙門天本堂まで歩いて参拝する[18]。